# Reinhold F. Glei
Reinhold F. Glei (* 11. Juni 1959 in Remscheid) ist ein deutscher Klassischer Philologe.

## Leben
Nach dem Abitur am Remscheider Leibniz-Gymnasium 1977 begann Glei ein Studium der Klassischen Philologie, mittellateinischen Philologie, Byzantinistik und Philosophie an der Universität zu Köln. Noch während des Studiums arbeitete er als Vertretungslehrer am Gymnasium in Köln-Rodenkirchen (1979/80) und leitete eine Griechisch-AG an seinem ehemaligen Gymnasium in Remscheid. 1982 legte er das Erste Staatsexamen in den Fächern Griechisch und Latein ab und trat eine Stelle als wissenschaftliche Hilfskraft am Seminar für Klassische Philologie der Ruhr-Universität Bochum an. 1983 wurde er in Köln mit der Dissertation Die Batrachomyomachie. Synoptische Edition und Kommentar promoviert. 1984 wurde er in Bochum Hochschulassistent.
Nach seiner Habilitation 1989 an der Ruhr-Universität Bochum wurde er 1990 zum Privatdozenten ernannt. Im Wintersemester 1990/1991 vertrat er die Professur von Reinhard Häußler an der Universität Düsseldorf. Vom Sommersemester 1991 bis zum Wintersemester 1991/1992 war er für Carl Joachim Classen in Göttingen tätig. Anschließend vertrat er bis zum Sommersemester 1993 den Lehrstuhl für Klassische Philologie (von Reinhart Herzog) an der Universität Bielefeld, ehe er zum 18. Juni 1993 zu seinem Nachfolger ernannt wurde. 1996 wechselte er auf eine Professur für Lateinische Philologie (insbesondere Lateinische Literatur der klassischen Epoche und der Spätantike sowie des Humanismus) und Geschäftsführender Direktor des Seminars für Klassische Philologie an die Bochumer Universität. Rufe nach Heidelberg als Nachfolger Michael von Albrechts (1999) und Bonn (2004) lehnte er ab.
Von 2001 bis 2003 war Glei Dekan der Fakultät für Philologie der Universität Bochum, und 2002–2003 Vorsitzender der Dekane-Konferenz. Von 2003 bis 2007 war er Vorsitzender der Deutschen Neulateinischen Gesellschaft.
Glei ist am Projekt Anti-Lucretius der Deutschen Forschungsgemeinschaft beteiligt. Er ist unter anderem Herausgeber des Corpus Islamo-Christianum.